# Chémery-sur-Bar
Chémery-sur-Bar település Franciaországban, Ardennes megyében. Lakosainak száma 441 fő (2018. január 1.). Chémery-sur-Bar Artaise-le-Vivier, Bulson, Chéhéry, Maisoncelle-et-Villers, La Neuville-à-Maire, Omicourt, Saint-Aignan és Vendresse községekkel határos.

## Népesség
A település népességének változása:
| Lakosok száma | 457  | 406  | 403  | 418  | 443  | 446  | 437  | 454  | 457  | 441  |
|               | 1962 | 1968 | 1982 | 1990 | 2006 | 2008 | 2013 | 2015 | 2017 | 2018 |